# Trey Hollingsworth

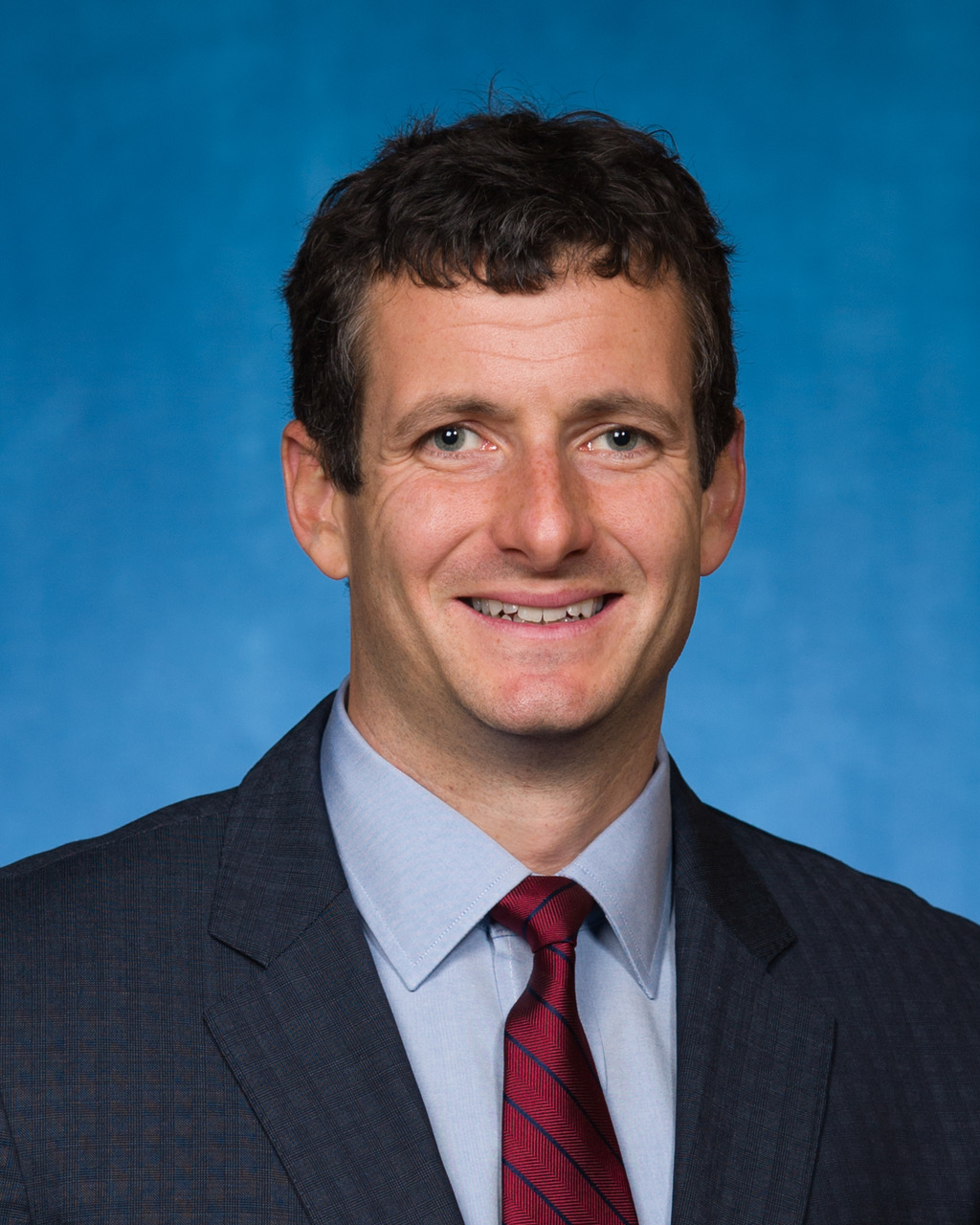
Trey Hollingsworth (2017)

Joseph Albert „Trey“ Hollingsworth III (* 12. September 1983 in Clinton, Tennessee) ist ein US-amerikanischer Politiker. Von 2017 bis 2023 vertrat er den Bundesstaat Indiana im US-Repräsentantenhaus.

## Werdegang
Trey Hollingsworth absolvierte die Webb School in Knoxville und studierte danach an der zur University of Pennsylvania gehörenden Wharton School. Er war Gründer der Firma Hollingsworth Capital Partners, der er bis heute angehört, und ist Gesellschafter der Aluminum Remanufacturing Operation. Seit 2015 lebt er in Jeffersonville.
Politisch schloss sich Hollingsworth der Republikanischen Partei an. Bei den Kongresswahlen des Jahres 2016 wurde er im neunten Wahlbezirk von Indiana in das US-Repräsentantenhaus in Washington, D.C. gewählt, wo er am 3. Januar 2017 die Nachfolge von Todd Young antrat, der in den US-Senat wechselte. Hollingsworth wurde zweimal wiedergewählt, bevor er 2022 bekannt gab, nicht für eine weitere Amtszeit kandidieren zu wollen. Mit dem Ablauf seiner Legislaturperiode im Repräsentantenhaus des 117. Kongresses schied er zum 3. Januar 2023 aus dem Repräsentantenhaus aus.